# Classe Yugumo
La classe Yugumo (夕雲型駆逐艦?, Yūgumogata kuchikukan), meno nota con la designazione di Type A  (甲型?, Kō-gata), era costituita da diciannove cacciatorpediniere di squadra e appartenne alla Marina imperiale giapponese.
Si trattava di una ripetizione della precedente e acclamata classe Kagero, pur con dimensioni e pesi leggermente superiori e la possibilità, per le torrette dell'armamento principale, di impegnare bersagli aerei. Completati pressoché tutti quanti nel corso della guerra nel Pacifico, parte degli Yugumo potenziò la contraerea già in cantiere; furono, più tardi, man mano dotati di radar e ulteriori cannoni contraerei. La classe combatté soprattutto nella seconda metà del conflitto in condizioni sempre più difficili e pericolose, dovute all'aumento esponenziale di numero e qualità delle forze aeree statunitensi e al netto miglioramento delle tattiche e degli strumenti della United States Navy; diverse unità furono colate a picco nelle battaglie notturne e nelle fitte operazioni navali che caratterizzarono la campagna delle isole Salomone, compreso il capoclasse Yugumo. La vita media di questi cacciatorpediniere si attestò su un anno circa, ancorché non mancarono alcune eccezioni – il Takanami e il Suzunami, ad esempio, furono distrutti un paio di mesi dopo l'entrata in servizio, ma il Kazagumo e il Naganami sopravvissero oltre due anni – e spesso si registrarono perdite gravose tra gli equipaggi. Furono presenti in particolare nella battaglia del Mare delle Filippine (19-20 giugno 1944), alla battaglia del Golfo di Leyte (23-25 ottobre 1944) e nelle successive, complesse operazioni tra le Filippine sino agli ultimi giorni dell'anno. Soltanto l'Asashimo vide il 1945 e andò perduto nel corso dell'operazione Ten-Go, nel primo pomeriggio del 7 aprile, a causa di problemi alle macchine che lo lasciarono facile preda dei gruppi imbarcati statunitensi.

## Progetto
Dopo la denuncia unilaterale dei trattati navali nel 1936, l'Impero giapponese avviò l'intensiva produzione di naviglio militare e, in specie, di nuove classi di cacciatorpediniere di squadra Type A, ovverosia navi di notevole dislocamento per la categoria, armate con sei pezzi da 127 mm in torretta e otto tubi lanciasiluri da 610 mm. Alla fine del decennio fu messo a punto un nuovo gruppo di cacciatorpediniere, seconda incarnazione del concetto Type A, molto simile alla classe Kagero e battezzato classe Yugumo. Le unità di questa classe erano più pesanti di 45,70 tonnellate e con uno scafo leggermente più lungo; inoltre la porzione inferiore della torre di comando era stata progettata con una certa inclinazione verso l'esterno, una soluzione che, nelle intenzioni, serviva a incrementare la stabilità e a diminuire la resistenza aerodinamica. Le dotazioni offensive erano identiche ancorché i cannoni principali potessero essere usati in funzione contraerea, macchine e strumenti di controllo furono lasciati invariati, ma sin dalla progettazione fu previsto un cavo di demagnetizzazione che correva lungo tutto il perimetro superiore di prua, poppa e murate e che diminuiva la vulnerabilità alle mine. Gli Yugumo costituirono la 2ª, 10ª, 31ª e 32ª Divisione.

## Caratteristiche tecniche

### Scafo e dotazioni

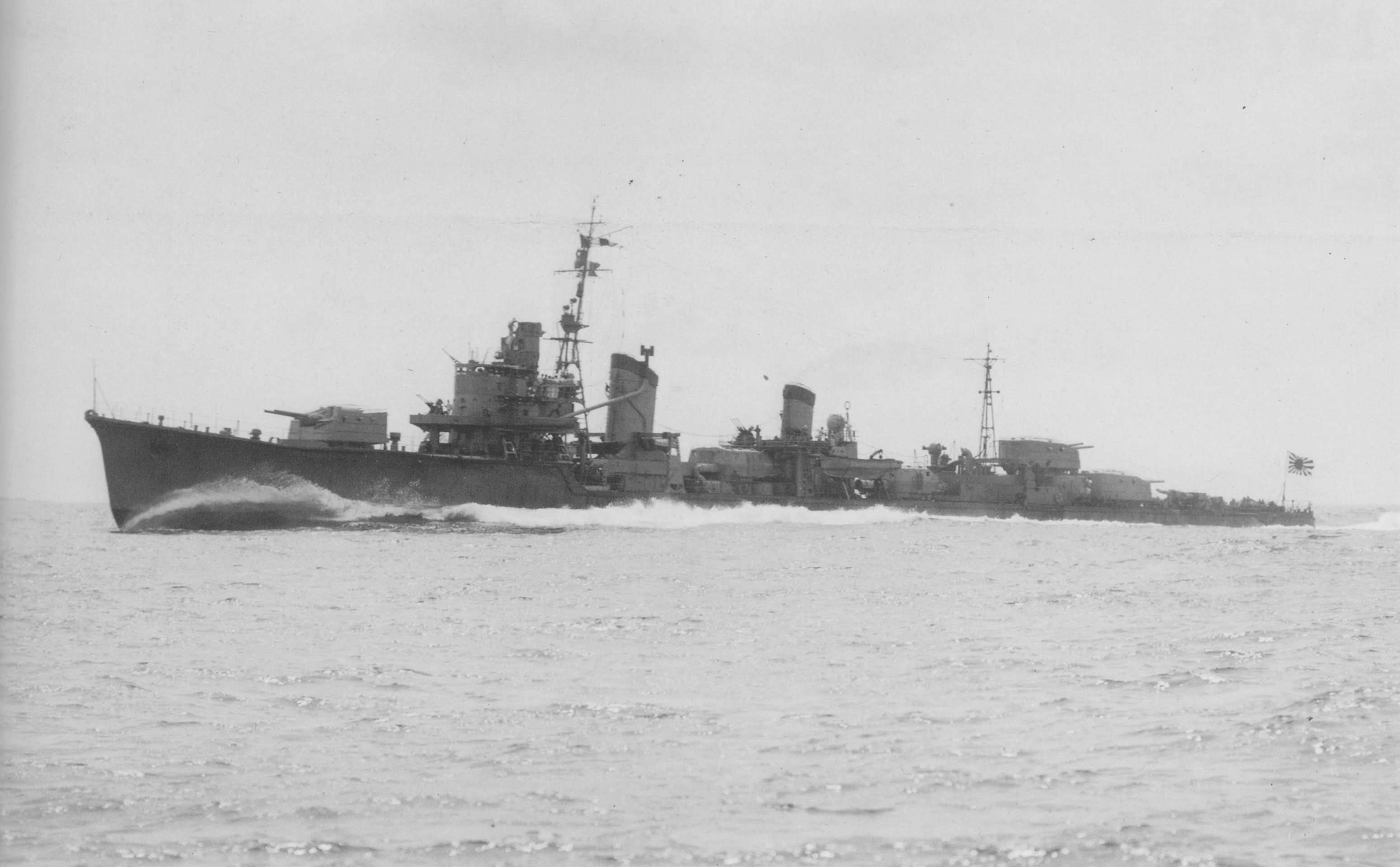
LHayanami nella configurazione tipica della seconda metà del conflitto

I cacciatorpediniere tipo Yugumo presentavano una lunghezza tra le perpendicolari di 111,55 metri, alla linea di galleggiamento di 117 metri e una lunghezza fuori tutto di 119,17 metri. La larghezza massima dello scafo ammontava a 10,82 metri e il pescaggio era pari a 3,76 metri. Il dislocamento standard era un poco aumentato a 2110 tonnellate e le prove in mare furono condotte con un dislocamento di 2520 tonnellate; a pieno carico la classe arrivava a 2692 tonnellate. All'entrata in servizio l'equipaggio di ogni nave era formato da 228 uomini tra ufficiali, sottufficiali e marinai. Una fonte parla invece di 225 uomini.
Lo scafo ospitava quattro lance di salvataggio in fasciame sulla destra e a babordo della torre di comando e del fumaiolo posteriore: ciascuna era appesa a un proprio argano. Le alberature consistevano in un albero prodiero tripode, sito dietro la torre di comando, e in un albero di maestra tripode di altezza inferiore, che si elevava dall'alloggiamento dei siluri di ricarica sistemato dietro alla torretta sopraelevata di poppavia. Al centro dello scafo, immediatamente dietro il secondo fumaiolo, era stata inchiavardata una piattaforma circolare ospitante un proiettore da ricerca da 90 cm e un radiogoniometro.

### Impianto propulsivo
L'apparato motore degli Yugumo era sostanzialmente identico a quello della classe precedente. Si componeva di tre caldaie Kampon e di due turbine a ingranaggi a vapore Kampon; a queste erano vincolati due alberi motore dotati di elica. Due caldaie erano accoppiate ed erano state sistemate in testa, seguivano la terza caldaia e infine le turbine, affiancate in senso longitudinale allo scafo. I condotti di scarico erano convogliati in due fumaioli, uno anteriore di grandi dimensioni che serviva due caldaie, uno posteriore meno largo e dedicato alla terza. Il modello Kampon in uso era modificato e costruito, ove possibile, con leghe leggere, oltre a beneficiare di un'attenta analisi delle guarnizioni per far sì che bolle d'aria o lubrificanti non si mischiassero con l'acqua; fu così possibile adoperare senza problemi vapore surriscaldato ad alta pressione. Questa serie di interventi si tradussero in una pressione di 426 psi (30 kg/cm²) e in una temperatura di 662° F (350 °C). Ciò permise una potenza totale di 52000 shp e in generale un miglior funzionamento delle componenti; era raggiungibile una velocità massima di 35 nodi o 66,5 km/h. L'impianto era alimentato a olio combustibile, la cui riserva di bordo ammontava a 508 tonnellate, e permetteva di percorrere 5000 miglia nautiche alla velocità di crociera di ben 18 nodi (poco più di 9260 chilometri a 34,2 km/h).

### Armamento
Gli Yugumo ebbero le stesse armi dei predecessori. Sei cannoni Type 3 da 127 mm lunghi ciascuno 50 calibri (L/50) erano distribuiti in tre torrette binate Type D – più precisamente si trattava di tre affusti completamente chiusi, la cui corazzatura era limitata a 3 mm su tutti lati, utile quindi a proteggere solo da intemperie e schegge. Una torre era installata a prua dinanzi alla torre di comando, le altre due erano sovrapposte e si trovavano verso poppa, dietro il secondo apparato lanciasiluri e il relativo magazzino per gli ordigni di scorta. Il cannone Type 3 sparava un proietto pesante 23 chili alla velocità iniziale di 913 m/s, con una gittata massima di oltre 18300 metri; la cadenza di tiro era di un colpo ogni 6-12 secondi. La torretta Type D che ospitava i pezzi era manovrata da un equipaggio di sedici uomini e aveva un alzo compreso tra -7° e +75º, come sulla classe Shiratsuyu: consci della minaccia aerea, ma volendo risparmiare peso e mantenere intatta la capacità di lotta di superficie, i giapponesi vollero rendere polivalente l'armamento principale degli Yugumo; ciò spiega perché nessun esemplare fu mai privato della torretta sopraelevata, cosa invece comune a tutti i cacciatorpediniere precedenti che, così, liberavano spazio per la contraerea. Alla prova dei fatti le Type D si rivelarono troppo lente per mirare e seguire bersagli sfuggenti come gli aeroplani. In ogni caso il Type 3 si confermò un'eccellente arma contro bersagli di superficie, sebbene saltuariamente fossero denunciati alcuni problemi di dispersione delle salve. Ciascuna delle tre torrette era servita da un proprio magazzino munizioni sottostante, dove le granate erano preparate e dunque inviate ai serventi mediante un paranco meccanico, permettendo più rapidi tempi di ricarica e un fuoco più sostenuto. Inoltre il modello erano impenetrabile ai gas venefici. Le torri erano equipaggiate con propri dispositivi di visione e, per l'ingaggio di unità nemiche, facevano riferimento ai dati forniti da un telemetro e da un direttore del tiro, installati sul tetto della torre di comando.

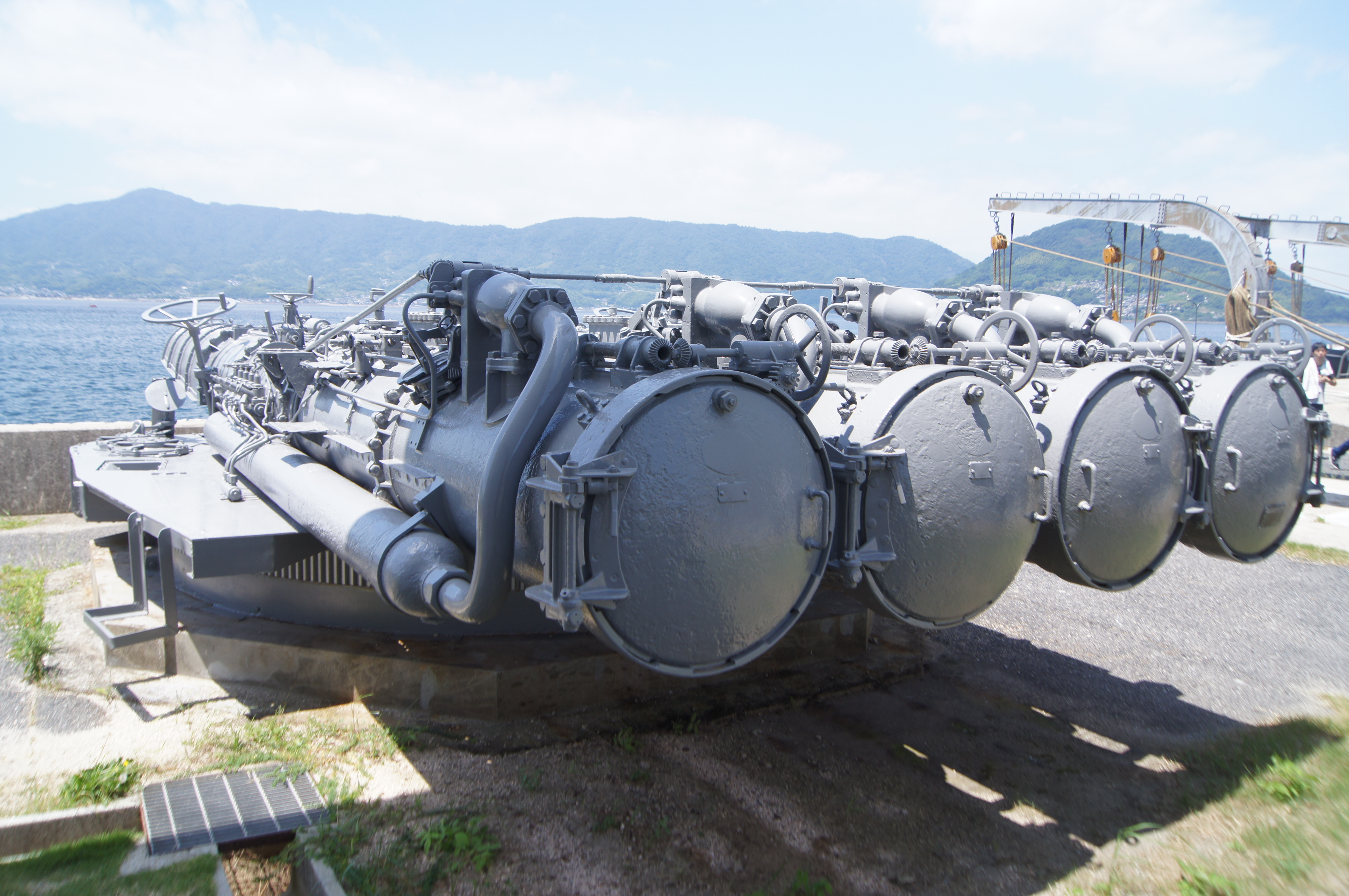
L'impianto Type 92 a quattro tubi, ottimizzato per l'impiego del siluro Type 93: si noti che le due coppie hanno aperture speculari delle culatte

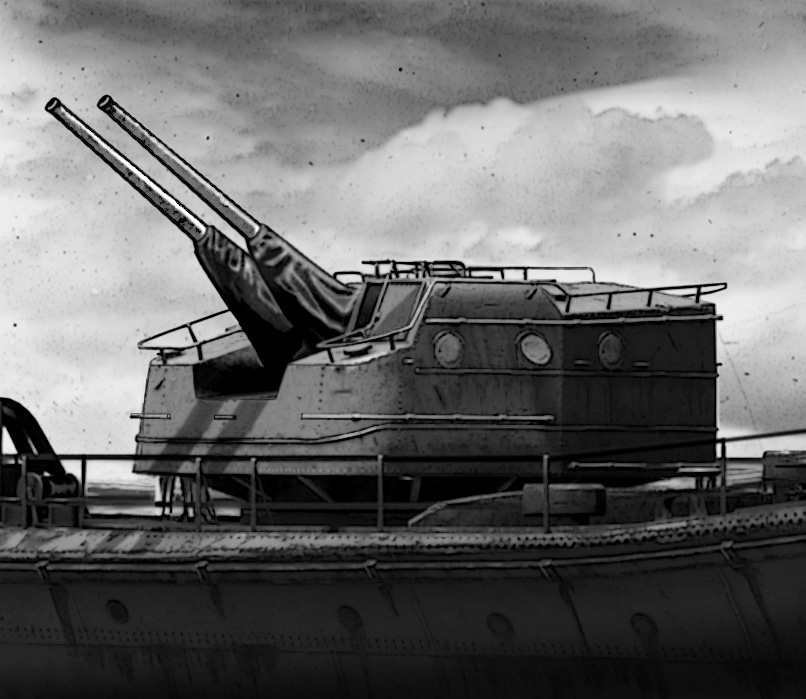
Ricostruzione grafica della torretta Type D, armata con due cannoni Type 3 da 127 mm

Gli Yugumo mantennero l'armamento silurante tradizionale per l'epoca. Erano equipaggiati con due installazioni quadrinate Type 92 da 610 mm, una tra i fumaioli su un rialzo e una a mezzanave, complete di una ricarica ciascuna per un totale di sedici siluri a bordo. Gli impianti adoperavano il noto Type 93, introdotto con la classe Hatsuharu. Sviluppato nella prima metà degli anni trenta, si trattava di un siluro propulso a ossigeno puro, il che garantiva grande autonomia, notevole spinta e anche una scarsa scia di bolle, molto più evidente se si adoperava l'aria compressa come propellente. Il Type 93 era lungo circa 9 metri e pesava 2700 chili, compresa la testata di guerra da 490 chili di alto esplosivo, di gran lunga maggiore rispetto a quella in uso sul Mark 15 statunitense; poteva essere lanciato alla velocità di 48, 40 o 36 nodi e raggiungere rispettivamente una portata di 20000, 32000 e 40000 metri. Anche in questi casi il Type 93 rivelò di avere un raggio d'azione superiore alle armi americane e, in generale, rimase insuperato sino alla conclusione della seconda guerra mondiale. Gli affusti Type 92 erano scudati, brandeggiabili grazie a motori elettrici incorporati ed erano serviti da un sistema di ricarica rapido, capace di inserire nei tubi nuovi siluri in 17 secondi cadauno. Gli ordigni di riserva erano suddivisi in due compartimenti sul ponte di coperta, allo stesso modo dei Kagero: uno si trovava tra le torrette di poppavia e l'impianto lanciatore posteriore; l'altro era stato piazzato davanti al lanciatore anteriore. I serventi ai lanciasiluri prendevano ordini direttamente dagli ufficiali in plancia, alla quale erano collegati mediante telefono: infatti era stata eliminata la camera di comando e combattimento che, nelle classi precedenti, svettava sul tetto. I siluristi facevano inoltre riferimento a un telemetro Type 14 da 2 metri, inchiavardato al tetto del magazzino siluri poppiero.
La contraerea era costituita da due coppie di cannoni automatici Type 96 da 25 mm L/60, disposti su altrettante piattaforme sopraelevate ai lati e davanti al secondo fumaiolo. Queste armi erano afflitte da alcuni problemi, quali ad esempio le vibrazioni e le esagerate vampate durante le operazioni di sparo, oppure la necessità di cambiare i poco capienti caricatori; considerata la rapida evoluzione dell'aeronautica militare durante la seconda guerra mondiale, divennero progressivamente sempre più inefficaci. Le armi per la lotta antisommergibile erano concentrate nel giardinetto e, in sostanza, si trattava delle classiche bombe di profondità, impiegabili o mediante due lanciatori Type 94 oppure facendole cadere da due pedane poste ai lati del rotondo di poppa: al contrario dei Kagero, erano disponibili trentasei ordigni. Per localizzare i bersagli subacquei gli Yugumo continuarono a usare il sonar Type 93, introdotto con gli Asashio, e non si rinunciò a dotarli di due paramine.

## Costruzione
La classe Yugumo fu ordinata in due gruppi, uno da undici unità per il programma navale del 1939 e il relativo anno fiscale (numeri di scafo 116-124, 126-127), l'altro da sedici navi per il programma navale del 1941 e relativo anno fiscale; quest'ultimo era informalmente indicato come "gruppo Hamanami" dal nome del primo cacciatorpediniere. Tuttavia solo otto esemplari della seconda commessa furono costruiti, gli altri non furono neppure impostati. I giapponesi pensarono di fabbricare otto Yugumo con il programma navale modificato del 1942 ma, di nuovo, furono presto cancellati: una decisione dalle notevoli conseguenze, considerando la grave penuria di cacciatorpediniere cui andò incontro la Marina imperiale già nel corso del 1943. Sono comunque noti i nomi che avrebbero avuto gli otto esemplari del 1941: Kawagiri, Kiyokaze, Murakaze, Satokaze, Taekaze, Tanigiri, Umigiri, Yamagiri.
Alla costruzione parteciparono tre cantieri: sette navi furono completate dalla ditta Fujinagata nei suoi cantieri di Osaka e sia l'arsenale militare di Maizuru, sia l'azienda navale Uraga (le cui installazioni si trovavano a Tokyo) produssero sei esemplari. Gli esemplari furono impostati tra il giugno 1940 e il maggio 1943, varati tra il marzo 1941 e il febbraio 1944 e completati tra il dicembre 1941 e il maggio 1944. Come era accaduto con la classe Fubuki, si riscontrarono leggere differenze anche tra singole navi; inoltre, in corso di produzione, la struttura del ponte di comando fu cambiata due volte, dando origine a tre versioni. L'albero tripode dietro la torre di comando era fornito in due configurazioni e il cavo di demagnetizzazione presentava almeno cinque diversi andamenti.

## Unità
| Nome      | Cantiere           | Impostazione     | Varo                       | Completamento             | Destino finale |
| --------- | ------------------ | ---------------- | -------------------------- | ------------------------- | --- |
| Yugumo    | Maizuru            | 12 giugno 1940   | 16 marzo 1941              | 5 dicembre 1941           | Affondato il 6 ottobre 1943 nella battaglia navale di Vella Lavella (7°33′S 156°24′E)                                     |
| Kazagumo  | Uraga (Tokyo)      | 23 dicembre 1940 | 26 settembre 1941          | 28 marzo 1942             | Affondato l'8 giugno 1944 da un sommergibile a sud di Davao (6°03′N 124°57′E)                                             |
| Makigumo  | Fujinagata (Osaka) | 23 dicembre 1940 | 5 novembre 1941            | 14 marzo 1942             | Affondato il 1º febbraio 1943 da una mina nelle vicinanze dell'isola di Savo (9°15′S 159°47′E)                            |
| Makinami  | Maizuru            | 11 aprile 1941   | 17 o 27 dicembre 1941      | 18 agosto 1942            | Affondato il 25 novembre 1943 durante la battaglia di Capo San Giorgio (5°14′S 153°50′E)                                  |
| Naganami  | Fujinagata (Osaka) | 5 aprile 1941    | 5 marzo 1942               | 30 giugno 1942            | Affondato l'11 novembre 1944 da attacco aereo a sud di Ormoc (10°50′N 124°35′E)                                           |
| Takanami  | Uraga (Tokyo)      | 29 maggio 1941   | 16 marzo 1942              | 31 agosto 1942            | Affondato il 30 novembre 1942 durante la battaglia di Tassafaronga (9°18′S 159°56′E)                                      |
| Kiyonami  | Uraga (Tokyo)      | 15 ottobre 1941  | 17 agosto 1942             | 25 gennaio 1943           | Affondato il 20 luglio 1943 da attacco aereo a nord-nord-ovest di Kolombangara (7°13′S 156°45′E)                          |
| Onami     | Fujinagata (Osaka) | 15 novembre 1941 | 31 agosto 1942             | 29 dicembre 1942          | Affondato il 25 novembre 1943 durante la battaglia di Capo San Giorgio (5°15′S 153°49′E)                                  |
| Hayanami  | Maizuru            | 15 gennaio 1942  | 19 dicembre 1942           | 31 luglio 1943            | Affondato il 7 giugno 1944 da un sommergibile a est del Borneo (4°43′N 120°03′E)                                          |
| Tamanami  | Fujinagata (Osaka) | 16 marzo 1942    | 20 dicembre 1942           | 30 marzo o 30 aprile 1943 | Affondato il 7 luglio 1944 da un sommergibile a ovest-sud-ovest di Manila (13°55′N 118°30′E)                              |
| Suzunami  | Uraga (Tokyo)      | 27 marzo 1942    | 12 marzo 1943              | 27 luglio 1943            | Affondato l'11 novembre 1943 da attacco aereo a Rabaul (4°13′S 152°11′E)                                                  |
| Hamanami  | Maizuru            | 28 aprile 1942   | 18 aprile 1943             | 15 ottobre 1943           | Affondato l'11 novembre 1944 da attacco aereo a sud di Ormoc (10°50′N 124°35′E)                                           |
| Fujinami  | Fujinagata (Osaka) | 25 agosto 1942   | 20 aprile 1943             | 31 luglio 1943            | Affondato il 27 ottobre 1944 da attacco aereo tra Panay e Mindoro (coordinate incerte)                                    |
| Asashimo  | Fujinagata (Osaka) | 21 gennaio 1943  | 18 luglio 1943             | 27 novembre 1943          | Affondato il 7 aprile 1945 nell'operazione Ten-Go a sud-ovest di Nagasaki (13°00′N 128°00′E)                              |
| Okinami   | Maizuru            | 15 agosto 1942   | 18 luglio 1943             | 10 dicembre 1943          | Affondato il 13 novembre 1944 da attacco aereo a ovest di Manila (14°35′N 120°50′E)                                       |
| Kishinami | Uraga (Tokyo)      | 29 agosto 1942   | 19 agosto 1943             | 3 dicembre 1943           | Affondato il 4 dicembre 1944 da un sommergibile a nord-ovest di Palawan (13°12′N 116°37′E)                                |
| Hayashimo | Maizuru            | 20 gennaio 1943  | 20 ottobre o novembre 1943 | 20 febbraio 1944          | Danneggiato dal 25 ottobre 1944 da attacchi aerei, abbandonato il 30 novembre 1944 a ovest di Semirara (12°04′N 121°21′E) |
| Akishimo  | Fujinagata (Osaka) | 3 maggio 1943    | 5 dicembre 1943            | 11 marzo 1944             | Affondato il 13 novembre 1944 da attacco aereo a Cavite (14°28′N 120°55′E)                                                |
| Kiyoshimo | Uraga (Tokyo)      | 16 marzo 1943    | 29 febbraio 1944           | 15 o 16 maggio 1944       | Affondato il 26 dicembre 1944 da attacco aereo e da una motosilurante a sud di Manila (12°20′N 121°00′E)                  |

## Modifiche al progetto

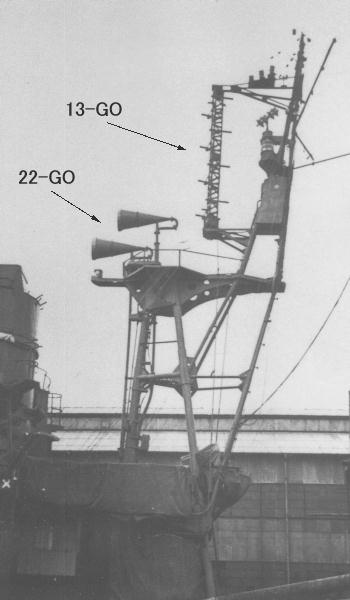
I radar Type 22 e Type 13 (qui su un esemplare classe Akizuki)

Nel corso del primo ciclo costruttivo degli Yugumo le ostilità contro gli Alleati, e la durissima campagna per il possesso di Guadalcanal, resero evidente allo stato maggiore e agli uffici tecnici della Marina imperiale che gli attacchi aerei si erano rivelati di gran lunga il pericolo più grave per le navi e in specie per i cacciatorpediniere, intensivamente utilizzati. Fu perciò deciso di raddoppiare i cannoni Type 96 da 25 mm già in cantiere: le installazioni doppie, ai lati del secondo fumaiolo, divennero triple e fu costruita una piattaforma rialzata tra la torre di comando e la Type D prodiera, dove fu piazzato un complesso binato; queste modifiche riguardarono tutte le unità consegnate «nelle fasi avanzate della guerra». La contraerea originale fu pertanto equipaggiata solo sugli esemplari Yugumo, Kazagumo, Makigumo, Makinami, Takanami, Naganami e Onami che, a loro volta, furono portati al nuovo standard quando rientravano in Giappone per raddobbi estesi e se sopravvivevano abbastanza a lungo. Le unità ancora in linea nel 1944 ebbero un ulteriore potenziamento della contraerea: ai lati posteriori del fumaiolo anteriore sorsero due piattaforme per accogliere due altri impianti tripli di cannoni da 25 mm. Nella seconda metà dell'anno sei esemplari ricevettero anche un numero variabile, fino a un massimo di dodici, di Type 96 su affusti a candeliere singoli, piazzati ovunque ci fosse abbastanza spazio. Soltanto il Kiyoshimo fu armato, in più, con qualche mitragliatrice pesante Type 93 da 13,2 mm, pure queste in postazioni individuali. Allo scopo di contenere il dislocamento, gli Yugumo sui quali proliferarono i pezzi antiaerei persero sia i paramine, sia quattro degli otto siluri di ricarica.
Gli Yugumo ebbero la priorità, tra i cacciatorpediniere, per montare i radar man mano che ruotavano nei porti nazionali. Attorno alla metà del 1943 cominciò a essere distribuito il Type 22, adatto a tracciare bersagli navali in superficie; circa un anno più tardi seguì il Type 13, espressamente creato per localizzare i velivoli. Solitamente il Type 22 era piazzato su una piccola piattaforma a sua volta saldata all'albero tripode prodiero, opportunamente rafforzato: alla sua base era quindi costruita un ambiente per gli operatori. Il radar in sé presentava due antenne, aveva un raggio massimo di poco meno di 70 chilometri ed era capace di individuare bersagli grandi come una nave da battaglia fino a 35 chilometri. Tuttavia non era abbastanza accurato per fornire dati sicuri all'artiglieria durante un combattimento. Il radar Type 13 era in genere vincolato all'albero di maestra, verso poppa: tuttavia, è noto che sul Kiyoshimo fu piazzato al di sopra del Type 22. Questo congegno era sostanzialmente formato da una lunga antenna "a pioli", in grado di localizzare un aereo solitario entro 58 chilometri circa e una formazione a 100 chilometri circa dalla nave; il suo raggio massimo arrivava a oltre 170 chilometri.